# Chhht !

Chhht ! est une bande dessinée créée par le norvégien Jason, parue initialement dans le magazine Mjau mjau.

## Histoire
L'histoire raconte les aventures du personnage fétiche de Jason, un genre d'homme-oiseau. Les aventures sont parfois étranges ou réalistes, évoquant un dessin animé muet.

## Autre
Il est aussi personnage principal de Dis-moi quelque chose et apparait à la fin de l'album Les poches pleines de pluie et autres histoires.

## Album
- Chhht !, Atrabile, coll. « Flegme », 2002  (ISBN 2-9700165-7-5).

### Documentation
- Olivier Maltret, « Jason au jardin des Désespérides », BoDoï, no 51,‎ avril 2002, p. 18.